# 王祥明
王祥明(1963年-)，男，汉族，安徽怀远人，中共党员，教授级高级工程师。现任华润集团董事长。第十四届全国政协委员、提案委员会委员。

## 简历
1986年毕业于南京建筑工程学院工业与民用建筑专业。长期在中国建筑第三工程局工作。
2007年12月，任中国建筑股份有限公司副总裁；2016年5月，任中国建筑工程总公司董事、总经理；
2019年3月，任华润（集团）有限公司董事、总经理；2020年7月，任华润（集团）有限公司董事长。

## 荣誉
- 全国劳动模范
- 享受国务院政府特殊津贴专家